# Punta di Finale
La Punta di Finale (3.514 m s.l.m. - Fineilspitze in tedesco) è una montagna delle Alpi Retiche orientali (sottosezione Alpi Venoste). Si trova lungo la linea di confine tra l'Italia e l'Austria nella catena che dalla Palla Bianca conduce al Similaun.